# 鄭杰 (鄰水縣知縣)
鄭（？年—1913年），字繼三，江蘇省泰縣人，順天大興籍，清朝政治人物。

## 生平
光緒二十九年癸卯任四川鄰水縣知縣，興學辦賑。大有政績。光緒三十三年丁未内陞陸軍部主事。以時事日非。謝病歸。民國元年縣民政長李嶽衡聘為縂務科長。二年卒。